# Hiroto Nakagawa
Hiroto Nakagawa (中川 寛斗 Nakagawa Hiroto?, Saitama, 3 de noviembre de 1994) es un futbolista japonés que juega como centrocampista en el Oita Trinita.

## Trayectoria

### Clubes
| Club                      | País  | Año       |
| ------------------------- | ----- | --------- |
| Kashiwa Reysol            | Japón | 2013-2019 |
| Shonan Bellmare (cedido)  | Japón | 2013-2014 |
| J. League sub-22 (cedido) | Japón | 2014-2015 |
| Shonan Bellmare (cedido)  | Japón | 2019      |
| Shonan Bellmare           | Japón | 2020      |
| Kyoto Sanga F. C.         | Japón | 2021      |
| Oita Trinita              | Japón | 2022-     |